# Messier 45
Messier 45 (M45) poznat pod nazivom Vlašići, odnosno Plejade je otvoreni skup u zviježđu Bik. Vlašići su poznate od davnina i uključene su u gotovo sve mitologije sjeverne polutke. Najstariji zapisi o njima sežu iz Homerovih epova Ilijada i Odiseja iz 700. godine prije Krista. Charles Messier je ih je u svoj katalog uvrstio 4. ožujka 1769. godine. Razlog uvrštavanja Plejada u katalog je vjerojatno želja da se brojem objekata nadmaši Lacailleov katalog koji je sadržavao 42 objekta.

## Svojstva
Plejade su jedan od najbližih otvorenih skupova. Nalaze se na udaljenosti i do 440 svjetlosnih godina i protežu se 12 svjetlosnih godina. Velika blizina Plejada uzrok je i velikom prividnom sjaju i dimenzijama. Ukupan sjaj Plejada iznosi +1,6 magnituda, a promjer gotovo 2 stupnja.
Starost Plejada je oko 100 milijuna godina. Zbog prisutnosti refleksijskih maglica u skupu prije se vjerovalo da je skup znatno mlađi, oko 60 milijuna godina. Detaljnija ispitivanja pokazala su da refleksijske maglice uopće nisu dio skupa. Maglice i Plejade nemaju iste radijalne brzine već se mimoilaze brzinom od 11 km/s. Zbog interakcija s međuzvjezdanim oblacima plina, prašine i gravitacijskog utjecaja spiralnih krakova, Plejade će se za 250 milijuna godina raspasti.
Ukupan broj zvijezda u Plejadama je procijenjen na 500, a masa skupa na 800 sunčevih masa. Od zvijezda posebno se ističe 7 najsjajnijih, plavih divova. Golim okom u dobrim uvjetima moguće je vidjeti do 14 zvijezda u skupu. Među zvijezdama nalazi se i veliki broj smeđih patuljaka koji čine možda i 25% populacije Plejada, ali sudjeluju samo s 2% mase.
| Ime      | Oznaka          | Prividni sjaj | Spektralni razred |
| -------- | --------------- | ------------- | ----------------- |
| Alcyone  | Eta (25) Tauri  | 2,86          | B7IIIe            |
| Atlas    | 27 Tauri        | 3,62          | B8III             |
| Elektra  | 17 Tauri        | 3,70          | B6IIIe            |
| Maja     | 20 Tauri        | 3,86          | B7III             |
| Meropa   | 23 Tauri        | 4,17          | B6IVev            |
| Taygeta  | 19 Tauri        | 4,29          | B6V               |
| Plejona  | 28 (BU) Tauri   | 5,09 (prom.)  | B8IVep            |
| Celaeno  | 16 Tauri        | 5,44          | B7IV              |
| Asterope | 21 and 22 Tauri | 5,64;6,41     | B8Ve/B9V          |
| —        | 18 Tauri        | 5,65          | B8V               |

## Amaterska promatranja
Plejade se najbolje vide u zimsko doba kada se nalaze blizu zenita. Jedan su od rijetkih objekata dubokog svemira koji se daju lako promatrati golim okom. U prosječnim noćima može se vidjeti 8-9 zvijezda, a s tamnih lokacija, oni s izvrsnim vidom ih mogu uočiti i do 14. Plejade je najbolje promatrati dvogledom. U dobrom dvogledu na postolju, skup će izgledati kao grupa od tridesetak plavih bisera na crnoj podlozi neba. Promatrači s teleskopima mogu pokušati pronaći refleksijske maglice ali za njih će trebati dobre uvjete i posebno dobru prozirnost neba. Veliki teleskopi pokazat će tamnije članove skupa ali neće moći pokazati cijeli skup pa se gubi kontekst.

## Vanjske poveznice
- Stranice Filipa Lolića
- Skica Plejada[neaktivna poveznica]